# 国事行為
国事行為（こくじこうい）とは、日本国憲法上、天皇又は摂政が行うものとして規定されている行為である。いずれも「内閣の助言と承認」が必要で内閣がその責任を負うと規定されている（日本国憲法第3条）（日本国憲法第4条）

## 概説
国事行為は日本国憲法第6条及び第7条に列挙されている行為をいう。
いずれも内閣の助言と承認を要する（日本国憲法第6条には明記がないものの日本国憲法第3条の適用を受けるため内閣の助言と承認を要する）。帝国憲法での輔弼が「国務各大臣」と各大臣個別の行為とされていたのに対し、日本国憲法での助言と承認は合議体である内閣が担う。なお、国事行為の委任行為（日本国憲法第4条第2項）そのものについては国事行為に含むとする説と含まないとする説がある。
憲法の教科書では「天皇の国事行為」（第7条）は実質的権能を含まない形式的、儀礼的行為であると解説していることが多い。宮沢俊義は天皇の国事行為には国政に関する権能を有するものもあるが、内閣の助言と承認によって結果的に儀礼的になるという「結果的儀礼説」を唱えた。これに対し、小嶋和司らの第６条、第7条の天皇の国事行為は固より形式的、儀礼的なものであるとする「本来的儀礼説」がある。
しかし、苫米地事件の判決（昭和35年6月8日最高裁大法廷）に見られるように規定される天皇の「国事に関する行為」には極めて政治性の高い国家統治の基本に関する行為が含まれており、昭和21年7月4日の金森徳次郎国務大臣の答弁においても天皇の国事行為には国政に関する権能を含むとの見解が示されている。他にも田上穣治、大石義雄、竹花光範、百地章、阿部照哉、和田進らの法学者が天皇の国事行為は一定の国政権能を持つとの見解を示している。
また結果的儀礼説も論理的にはこれらの見解と同じ要素を持っている。
天皇には国事行為のほか生活上における純然たる私的な行為（私的行為）も当然に認められる。これら私的行為については公金である宮廷費ではなく内廷費（御手元金）があてられる。なお、国事行為として憲法に明記されたものではなく純然たる私的行為とも言えない国会開会式への出席などについては公的行為として憲法上の位置づけに議論がある。
閣議決定の書類は毎回、閣議の後に天皇に届けられ、全てに目を通し署名や押印を行う。その数は年間で約1,000件になる（これは1回の執務で処理される数百人分の功績調書を含んだ叙勲関係の書類を1件と数えている）。決裁は翌日以降に遅らせると「政治への介入」（例えば「法律の公布」を一日遅らせると、法律の発効に関する手続きを天皇の都合で一日ずらしたことになり、立法権への介入＝憲法41条の国会単独立法の原則などに抵触）となるので、体調が悪くても執務を簡単に休むわけにはいかない。御用邸で静養中や地方訪問中であっても、閣議が行われる火・金曜に当たると、内閣官房の職員が午後、新幹線や飛行機で書類を東京から持参し、御用邸やホテルの部屋で決裁する。

## 内容

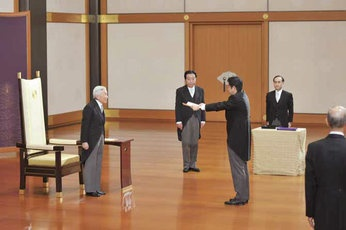
内閣総理大臣を任命する第125代天皇明仁（左）（2012年12月、皇居にて）

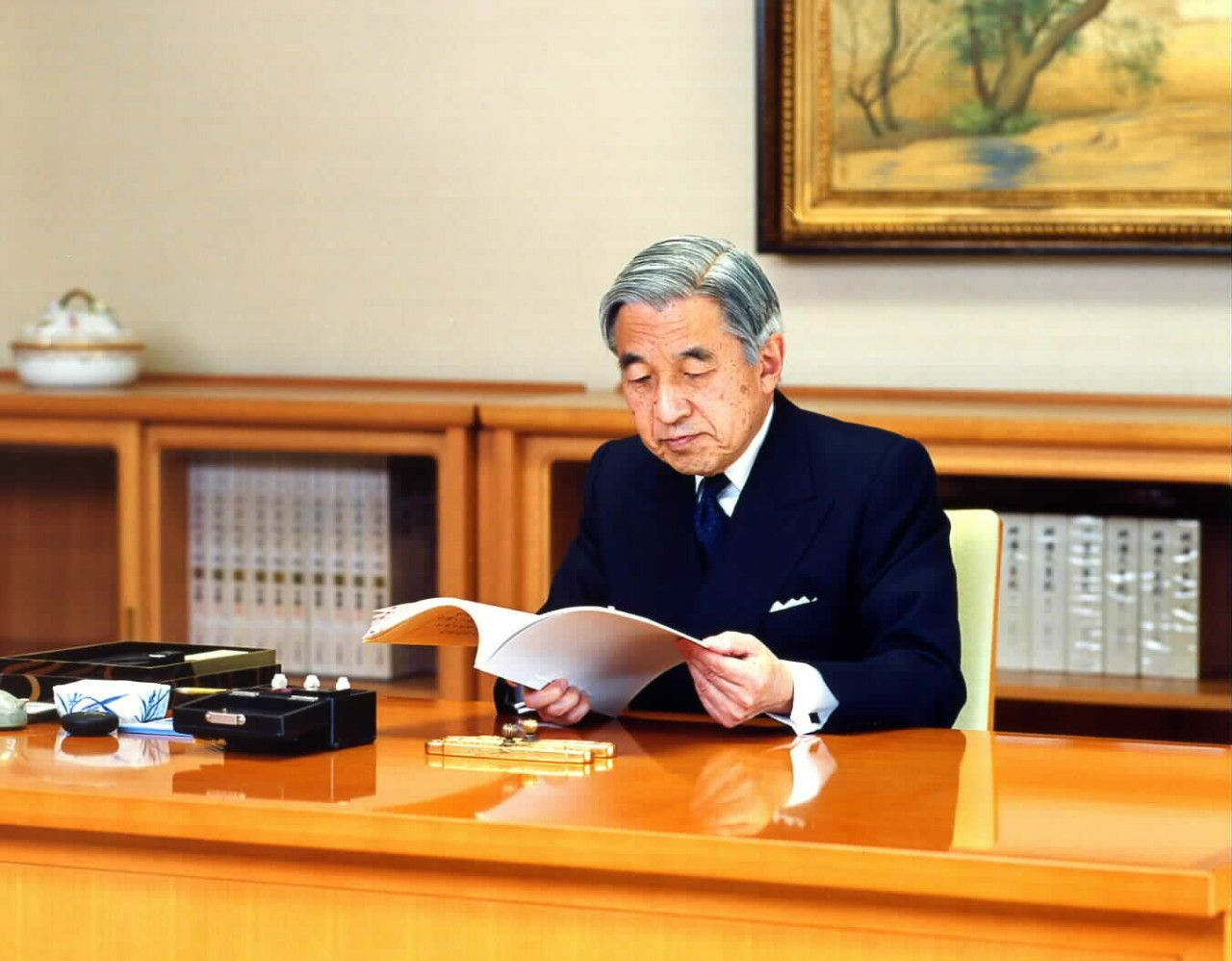
法律等の公布を行う明仁（2003年2月、皇居にて）
法律等の公布は、内閣より上程された原本に御名御璽を加え、官報に載せることによってなされる。

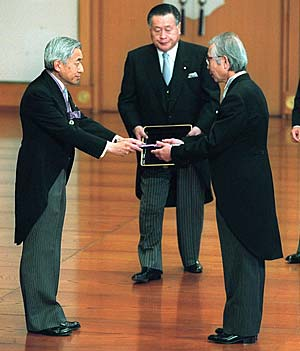
栄典を授与する明仁（左）（2000年11月3日、皇居にて）

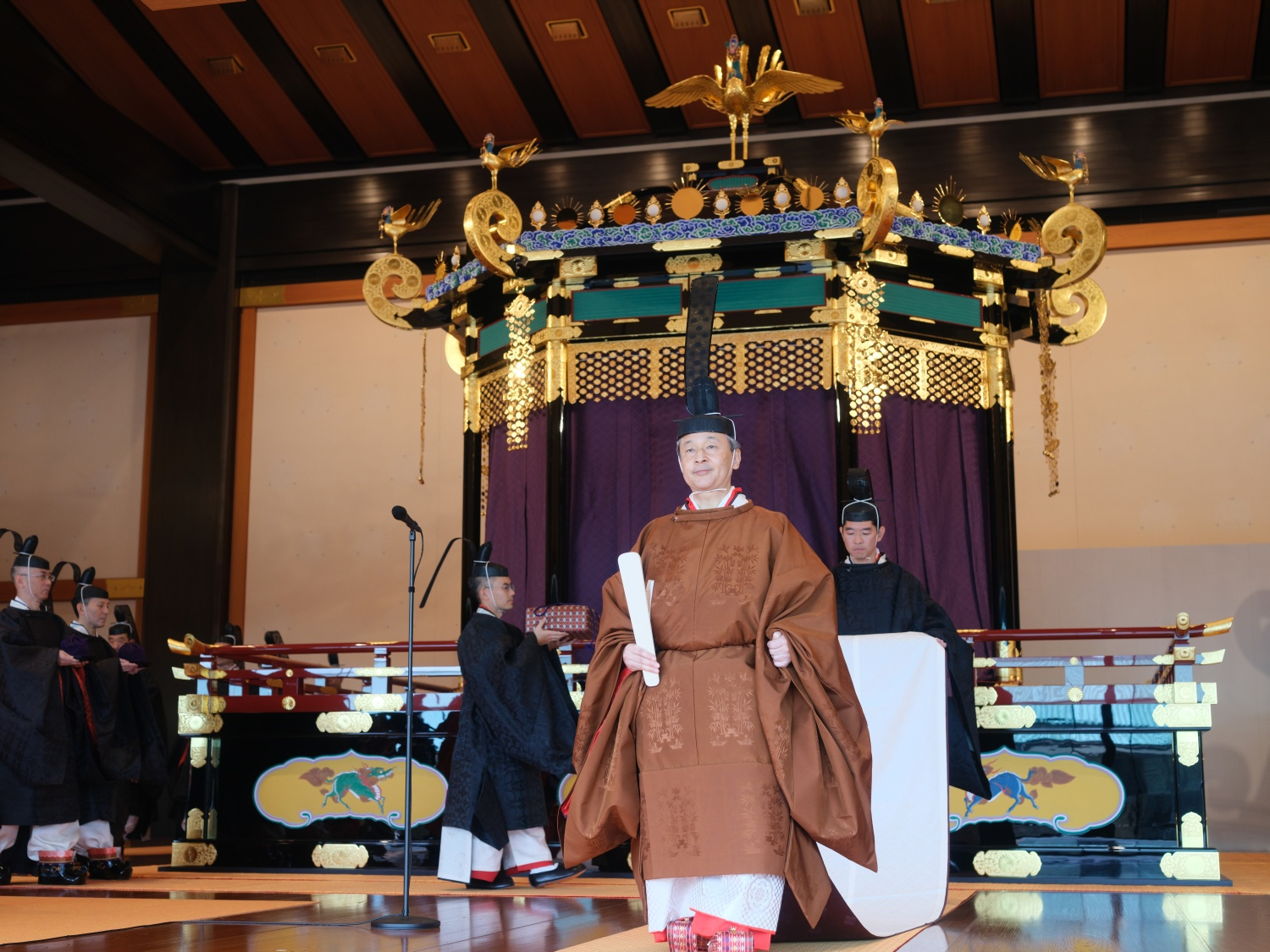
即位の礼を行う徳仁（2019年10月22日、皇居にて）

国事行為は具体的には以下の行為を指す。
- 内閣総理大臣を任命すること（日本国憲法第6条第1項）

内閣総理大臣の任命は国会の指名に基づいて行われる（日本国憲法第6条第1項、日本国憲法第67条）。
内閣総理大臣の任命について定める日本国憲法第6条には内閣の助言と承認についての記述はないが、内閣総理大臣の任命は日本国憲法第3条の「国事に関するすべての行為」に含まれるため内閣の助言と承認を要する。
内閣総理大臣の任命については日本国憲法第71条により従前の内閣が助言と承認を行うことになる（通説・実務）。
- 最高裁判所長官を任命すること（第6条第2項）

最高裁判所長官の任命は内閣の指名に基づいて行われる。
日本国憲法第6条には内閣の助言と承認についての記述はないが、最高裁判所長官の任命についても日本国憲法第3条の「国事に関するすべての行為」に含まれるため内閣の助言と承認を要する。
最高裁判所長官の任命については、内閣は指名とともに助言・承認も行うことになる。
- 憲法改正、法律、政令及び条約を公布すること（日本国憲法第7条第1号）

公布の時期については、憲法改正については直ちに（日本国憲法96条）、法律については議決の奏上の日から30日以内に公布される（国会法第66条。ただし、日本国憲法第95条に定める特別法については地方自治法第26条による）。
帝国憲法下では法令等の公布の方法について公式令（明治40年勅令第6号）が「官報ヲ以テ布告シ」と定めていたが、日本国憲法施行に伴い公式令が廃止されて以来、2023年に官報の発行に関する法律が制定されるまで、公布の方法については法定されていなかった。
最高裁判例は「公式令廃止後の実際の取扱としては、法令の公布は従前通り官報によってなされて来ていることは上述したとおりであり、特に国家がこれに代わる他の適当な方法をもって法令の公布を行うものであることが明らかでない限りは、法令の公布は従前通り、官報をもってせられるものと解するのが相当」（最高裁昭和32年12月28日大法廷判決）と判断しており官報によることが先例となっていた。
2023年公布、2025年に施行された官報の発行に関する法律では、第3条第1項で「日本国憲法改正、法律及び法律に基づく命令（最高裁判所規則その他の規則で内閣府令で指定するものを含む。以下「法令」という。）、条約並びに詔書の公布は、官報をもって行う。」と、官報により公布を行うことが明文化された。
- 国会を召集すること（第7条第2号）

国会召集の国事行為（国会開会式への臨席）は国会の会期を開始させるものであるから、そもそも国会の会期に含まれない参議院の緊急集会はこれから除外される（参議院の緊急集会は国会法の規定に基づき参議院議長が招集する）。
憲法上、国会の召集について実質的決定権の所在を直接定めた明文規定は存在しないが、日本国憲法第7条や議院内閣制の建前から内閣に属するとされる（通説・実務）。
- 衆議院を解散すること（第7条第3号）

天皇の国事行為には衆議院の解散が明記されている。憲法上、衆議院解散の実質的決定権の所在を直接定めた明文規定は存在しないが、日本国憲法第7条や議院内閣制などを根拠として内閣に属するとされる（通説・実務）。
衆議院解散は憲法第69条によって、内閣不信任決議の可決、または内閣信任決議の否決によってのみ可能とする見解が存在する。1948年12月23日の最初の解散では第7条と第69条に基づいて行われた（いわゆる馴れ合い解散）が、2回目以降は内閣不信任決議可決の有無に関わらず、第7条に基づいて解散をしている。
- 国会議員の総選挙の施行を公示すること（第7条第4号）

「総選挙」とは、公職選挙法では衆議院議員総選挙を指し、参議院議員通常選挙のことは指さない。しかし、本条では「国会議員の総選挙」として参議院議員通常選挙の公示も含まれており、憲法7条においては「総選挙」は衆議院議員総選挙のほか参議院議員通常選挙を含んでいる。
なお、国政選挙における補欠選挙では公示ではなく、告示が行われ、告示は各々都道府県の選挙管理委員会が行う。
- 国務大臣及び法律の定めるその他の官吏の任免並びに全権委任状及び大使及び公使の信任状を認証すること（第7条第5号）

認証官の任免及び全権委任状及び大使及び公使の信任状について認証する。
認証官のうち国務大臣の任命については憲法上に規定があり（日本国憲法第68条）、内閣総理大臣が任命した後に天皇がこれを認証する。
全権委任状及び大使及び公使の信任状の発給権限は内閣に属する（日本国憲法第73条第2号）。
- 大赦、特赦、減刑、刑の執行の免除及び復権（恩赦）を認証すること（第7条第6号）

恩赦の決定権は内閣に属する（日本国憲法第73条第7号）。
- 栄典を授与すること（第7条第7号）

栄典の授与を行う。天皇によって授与される栄典には叙勲や文化勲章などがある。憲法上、栄典の授与の実質的決定権の所在を直接定めた明文規定はないが、日本国憲法第7条や行政権の主体であることなどを根拠として内閣に属するものとされる（通説・実務）。
栄典の授与はいかなる特権も伴わない（第14条3項後段）。栄典の授与は、現にこれを有し、又は将来これを受ける者の一代に限り、その効力を有する（第14条3項後段）。
なお、憲法第7条第7号の規定は天皇以外の機関（内閣総理大臣や都道府県知事など）によって授与される栄典を設けることを禁じるものではない。
- 批准書及び法律の定めるその他の外交文書を認証すること（第7条第8号）

批准書など外交文書の認証を行う。
法律に定めるその他の外交文書として外国の領事官に交付する認可状の認証に関する法律による外国の領事官に交付する認可状がある。
- 外国の大使及び公使を接受すること（第7条第9号）

駐日大使に対する信任状捧呈式の挙行が代表例
国賓としての外国元首への会見などは国事行為でなく公的行為と位置付けられている。
- 儀式を行うこと（第7条第10号）

本条の「儀式」は天皇が主宰して行う国家的性格を持つ儀式をいう。これに対しては他人が主宰する儀式への参列もこれに含むとする反対説もある。
本条の儀式としては、天皇の即位に伴う「即位の礼（剣璽等承継の儀・即位後朝見の儀・即位礼正殿の儀・祝賀御列の儀・饗宴の儀）」（皇室典範第24条）、天皇の崩御に伴う「大喪の礼」（皇室典範第25条）、「新年祝賀の儀」などの国家的儀式等が挙げられ、日本国憲法第20条第3項に基づき宗教的色彩は排除されるとともに、費用は公金である宮廷費から支出されている。
一方、元始祭や皇霊祭など皇室の私事で行われるものは純然たる私的行為であり、皇室の信仰方法に基づいて行われても憲法上の疑義は生じず、費用も御手元金である内廷費で賄われている。
天皇の退位等に関する皇室典範特例法に基づく、第125代天皇明仁の退位に伴う「退位の礼（退位礼正殿の儀）」や、文仁親王の立皇嗣に伴う「立皇嗣の礼」も国事行為として位置づけられる。
なお皇太子徳仁親王と小和田雅子の結婚の儀のように、皇太子の結婚関連儀式の一部が国事行為として扱われ、事前の国会では国事行為扱いが適切かについて野党より質問があった。
- 国事に関する行為を委任すること（日本国憲法第4条第2項）

国事行為臨時代行に対する国事に関する行為を委任して臨時に代行させる旨の勅書を交付する行為と、国事に関する行為の委任を解除する旨の勅書を交付する自体は、天皇の国事行為と考えられている。
ただし、国事行為の委任については、国事行為に含まれないとする見方もある。

## 内閣の助言と承認

### 「助言」と「承認」の関係
国事行為は内閣の助言と承認に基づかなければならず、内閣が国事行為の責任を負う（第3条）。条文の文言上は、国事行為に先立つ「助言」と、国事行為の事後の行為である「承認」の2つの行為が必要とも考えられる。しかし、およそ国事行為は内閣の意思に基づいて行われるとの趣旨であるとみて両者を統一的にとらえ「助言」と「承認」それぞれ別の閣議に基づく必要はないとみるのが一般的であり、実際上もそのような取扱いがされている。

### 内閣の助言と承認の性質
国事行為について天皇が国政に関する権能を有しないとすると、「内閣の助言と承認」は国事行為との関係でいかなる意味を有するのか、具体的には、「内閣の助言と承認」に従うというのは国事行為の実質的決定権の所在が内閣にある（場合も含む）と理解するのか、「内閣の助言と承認」自体も形式的なものなのかが、問題となる。
このような問題が生じるのは、国事行為の中にはその実質的決定権の所在について憲法上明文がないもの（国会の召集、衆議院の解散など）があったり、内閣以外に実質的決定権があったりする（内閣総理大臣の指名、国務大臣の任免）にもかかわらず、条文上は内閣の助言と承認に従うことになっているためである。
本来的形式説（小嶋和司など）
天皇の国事行為は本来的に形式的・儀礼的・名目的なもので、内閣の助言と承認についても実質的決定権を含むものではない。内閣総理大臣の任命の実質的決定権については国会にあり（日本国憲法第67条）、このことからみても、そもそも内閣の助言と承認には実質的決定権を含むものではない（実質的決定権の所在とは切り離されているものである）という。なお、内閣の助言と承認には実質的決定権は含まれないと考える場合、国会の召集や衆議院の解散など実質的決定権の所在について憲法上明文がないものについて、実質的決定権の所在の根拠を憲法第7条とは別の根拠に求めて確定する必要がある。例えば国会の召集権については内閣にあるものと考えられているが、内閣の助言と承認には実質的決定権を含まないとすると、歴史的にみて内閣に帰属してきたという沿革や日本国憲法第53条の類推などに実質的決定権の根拠を求めることになるが、ドイツのように自律召集制を採用している国もあり、これらの理由は内閣に召集の実質的決定権を認める根拠としては弱いとされる。
結果的形式説（宮沢俊義など）
天皇の国事行為は本来的には必ずしも形式的・儀礼的・名目的なものではないが、内閣の助言と承認には実質的決定権が含まれており、内閣の助言と承認に基づいて行われることから、結果的に天皇の国事行為は形式的・儀礼的なものとなる。国事行為が本来的に形式的・名目的な行為であるなら、これに対して内閣の助言や承認を必要とすることは無意味であり、また、本来的形式説のように考えるのであれば4条と3条の規定は順序が逆になるはず（国事行為の性質が決まった上で内閣の助言と承認を要するという順序になっているはず）であるという。
宮沢俊義は内閣の助言と承認は内閣に実質的な決定の余地がある場合に限るとし、国会の指名に基づく内閣総理大臣の任命や内閣総理大臣の専権に属する国務大臣の任命については不要とみていた。しかし、日本国憲法第3条の「国事に関するすべての行為には、内閣の助言と承認を必要」という文理解釈との整合性の点で問題があるとされ、結果的形式説からも近年はこのような立場はとられず、内閣の助言と承認はすべての国事行為に必要とされるが、内閣の助言と承認は国事行為の種類ごとに憲法・法律に規定に服しながら行われるのであり、内閣の実質的決定権の裁量には国事行為の種類によって広狭の幅があるものと解釈されている（例えば、衆議院解散については内閣に広い裁量が認められるが、内閣総理大臣の任命については国会の指名に基づくので内閣にはほとんど裁量の余地がないことになる）。

### 内閣の責任
天皇の国事行為について内閣は責任を負う（日本国憲法第3条）。この日本国憲法第3条に定める国事行為についての内閣の責任及び日本国憲法第4条に定める政治的諸関係からの厳格な隔離の結果として天皇は政治的に無答責となる。この内閣の責任の性質は天皇の国事行為についての代位責任ではなく助言と承認を行ったことについての内閣の自己責任である。また、内閣の責任の相手方は国民であり直接的には国民を代表する国会に対して政治的責任を負う。

## 国事行為に関する天皇の実質的権能
日本国憲法第4条は、「天皇は、この憲法の定める国事に関する行為のみを行ひ、国政に関する権能を有しない。」と規定しているが、上記に掲げた日本国憲法上の「国事行為」には国会の召集や衆議院の解散など政治的機能に対して行うものがある。
この点につき、憲法草案の審議の過程では、天皇の意思が政治的決定に影響を及ぼすことも考えられ、第4条の趣旨につき、国事行為の他は国政に関する権能を有しないと解する見解もあった（国務大臣金森徳次郎の答弁）。このような解釈は第4条の文言からは無理とされており、国事行為を行う場合か否かを問わず国政に関する権能を有しないと解する見解が支配的である。
内閣法制局は衆議院内閣委員会での答弁で以下の見解を示している。
- 国事行為に際しての内閣の助言と承認に対して、天皇はこれを拒否する権能、変える権能はない
- 海外旅行は国事行為に含まれないので、内閣の助言と承認に拘束されることなく、理論上、終局的には天皇の意思によって決定することになる
- 内閣の助言と承認事項が著しく国民のためにならず、天皇の良心に反する場合、天皇は国事行為について内閣に質問をすることができる

なお、天皇の政治的無答責は「象徴」としての地位に内在するものではなく日本国憲法第3条に定める国事行為についての内閣の責任と日本国憲法第4条に定める政治的諸関係からの厳格な隔離から導き出されるものと解されている。
苫米地事件の判決（昭和35年6月8日最高裁大法廷 ）に見られるように規定される天皇の「国事に関する行為」には極めて政治性の高い国家統治の基本に関する行為が含まれているのは事実であり、昭和21年7月4日の金森徳次郎国務大臣の答弁においても天皇の国事行為には国政に関する権能を含むとの見解が示されている。他にも田上穣治、大石義雄、竹花光範、百地章、阿部照哉、和田進らの法学者が天皇の国事行為は一定の国政権能を持つとの見解を示している。
また結果的儀礼説も論理的にはこれらの見解と同じ要素を持っている。

## 国事行為の代行
皇室典範の定めるところによって摂政が置かれている場合、摂政は天皇の名においてその国事に関する行為を行う（日本国憲法第5条前段）。また、天皇に精神もしくは身体の疾患または事故（海外訪問による日本国内不在を含む）で国事行為が遂行できない場合は、国事行為臨時代行に国事行為を委任できる（日本国憲法第4条第2項）。国会における政府答弁では憲法第4条第2項に規定される「国事行為臨時代行への委任」も国事行為に含まれるとしている。
| 順位                                                                                 |  | 名・身位              | 生年月日                           | 性別 | 備考                                       | 皇位継承 順位 |
| ------------------------------------------------------------------------------------ |  | --------------------- | ---------------------------------- | ---- | ------------------------------------------ | ------------- |
| 1                                                                                    |  | 秋篠宮文仁親王 (皇嗣) | 1965年（昭和40年）11月30日（59歳） | 男性 | 皇室典範第17条1項1号 「皇太子」（皇嗣）    | 1             |
| 2                                                                                    |  | 悠仁親王              | 2006年（平成18年）9月6日（18歳）   | 男性 | 皇室典範第17条1項2号 「親王及び王」        | 2             |
| 3                                                                                    |  | 常陸宮正仁親王        | 1935年（昭和10年）11月28日（89歳） | 男性 | 皇室典範第17条1項2号 「親王及び王」        | 3             |
| 4                                                                                    |  | 皇后雅子              | 1963年（昭和38年）12月9日（61歳）  | 女性 | 皇室典範第17条1項3号 「皇后」              | －            |
| 5                                                                                    |  | 上皇后美智子          | 1934年（昭和9年）10月20日（90歳）  | 女性 | 皇室典範第17条1項4号 「皇太后」（上皇后 ） | －            |
| 6                                                                                    |  | 愛子内親王            | 2001年（平成13年）12月1日（23歳）  | 女性 | 皇室典範第17条1項6号 「内親王及び女王」    | －            |
| 7                                                                                    |  | 佳子内親王            | 1994年（平成6年）12月29日（30歳）  | 女性 | 皇室典範第17条1項6号 「内親王及び女王」    | －            |
| 8                                                                                    |  | 彬子女王              | 1981年（昭和56年）12月20日（43歳） | 女性 | 皇室典範第17条1項6号 「内親王及び女王」    | －            |
| 9                                                                                    |  | 瑶子女王              | 1983年（昭和58年）10月25日（41歳） | 女性 | 皇室典範第17条1項6号 「内親王及び女王」    | －            |
| 10                                                                                   |  | 承子女王              | 1986年（昭和61年）3月8日（39歳）   | 女性 | 皇室典範第17条1項6号 「内親王及び女王」    | －            |
| - 上皇である明仁は皇室典範特例法の規定により、摂政就任資格は有しない。 脚注 1. 2. 3. |  |                       |                                    |      |                                            |               |